# 小原秀雄
小原 秀雄（おばら ひでお、1927年7月2日 - 2022年4月21日）は、日本の動物学者、女子栄養大学名誉教授。哺乳綱の研究で知られる。

## 来歴
東京都生まれ。法政大学中退。国立科学博物館助手、女子栄養大学助教授、1969年教授。1998年定年退任、名誉教授。
1973年～1993年、世界自然保護基金日本委員会理事。1982年～1990年、総理府動物保護審議会委員。1982年～1993年、トラフィック・ジャパン（野生動植物国際取引調査記録特別委員会）委員長。1988年～1994年、日本自然保護協会理事長。1988年～2000年、国際自然保護連合（IUCN）役員。1988年～2000年、国際哺乳類学会北東アジア代表委員。
その他、総合人間学会名誉会長、日本環境会議代表理事、自然の権利基金代表理事、ヒトと動物の関係学会顧問、NPO法人野生動物保全論研究会会長、2013年より名誉会長。共生社会システム学会会長・元会長。
1982年世界野生生物基金（WWF-I）から自然動物保護功労賞、88年国連環境計画（UNEP）からグローバル500賞。1966年毎日出版文化賞（浦本昌紀,小森厚共著『現代の記録・動物の世界』）、2003年『ゾウの歩んできた道』で産経児童出版文化賞受賞。
2022年4月21日、老衰のため死去、94歳。

## 著書
- 『猛獣の世界 動物百話』泰光堂 1957 学校図書館シリーズ
- 『動物ものがたり』さ・え・ら書房 1959
- 『動物社会記』1961 三一新書
- 『動物版・人間の条件 人間の生物学的考察』1961 三一新書
- 『リモコン恋愛法』1962 三一新書
- 『21世紀の人類 人間ホモ・サピエンスはどこへ行く』講談社 1963 ミリオン・ブックス
- 『エブリマンの野生動物学 けもののくらしさまざま』学習研究社 1963 ガッケン・ブックス
- 『けもの紳士の昼と夜』早川書房 1963
- 『風流けもの紳士録』早川書房 1964
- 『猛獣の世界』少年画報社 1964 少年文庫
- 『SF人類動物学 生物界と人類の未来』早川書房 1968
- 『恐竜の世界』山王書房 1968
- 『自然からの警告 生物農薬を考える』家の光協会 1968
- 『動物の科学』国土社 1968
- 『どうぶつのふしぎ』偕成社 1968
- 『猛獣 ピクチャー・エッセー』朝日新聞社 1968
- 『動物の生態 動物界のなぞをとく』偕成社 1970 ジュニア博物館
- 『猛獣もし戦わば-地上最強の動物は?』ベストセラーズ 1970 のち広済堂文庫
- 『人類が生き残るために 新しい人間観の探究』1971 国土新書
- 『人と猛獣の戦い 最強の殺し屋は誰か 一対一の格闘から大虐殺まで』ベストセラーズ 1971
- 『やせいのどうぶつ』偕成社 1971
- 『動物・ヒト・人間』三笠書房 1972
- 『日本野生動物記 オオカミ,カモシカ,カワウソ,イタチとテン,ウサギ,ヤマネコ』中央公論社 1972 自然選書
- 『日本野生動物記. 続』中央公論社 1972 自然選書
- 『哺乳類の世界』日本放送出版協会 1972 NHKブックス
- 『戦う猛獣の記録』偕成社 1973 少年少女ノンフィクション物語
- 『野性への旅 猛獣に学ぶ人間の生き方』日本交通公社出版事業局 1973 ベルブックス
- 『動物の超能力』学習研究社 1974 ジュニアチャンピオンコース
- 『人間の動物学』季節社 1974
- 『動物のこころを探る 人間性の源流』玉川大学出版部 1975
- 『アニマル・クイズ 人間は、どこまで退化したか』光文社 1976 カッパ・ホームス
- 『動物でなくなった動物たち』ごま書房 1976 ゴマブックス
- 『境界線の動物誌』思索社 1977
- 『アフリカの野生動物』玉川大学出版部 1978 玉川選書
- 『環境と人類』共立出版 1978 環境科学叢書
- 『哺乳類』1979 岩波新書
- 『猛獣物語 大型野生動物の生態』玉川大学出版部 1980 玉川選書
- 『食うものと食われるものと 小原秀雄の動物教室』サンケイ出版 1981
- 『生物が一日一種消えてゆく 滅びの動物学』講談社 1981 ブルーバックス
- 『街のホモサピエンス 動物学的人間論』合同出版 1981 のち徳間文庫
- 『人(ヒト)に成る』大月書店 1985 科学全書
- 『ネコはなぜ夜中に集会をひらくか イヌとネコの行動学入門』花曜社 1986 のち小学館文庫
- 『ライオンの尻尾にはトゲがある 動物ふしぎ話』1986 光文社文庫
- 『動物たちの社会を読む 比較生態学からみたヒトと動物』講談社 1987 ブルーバックス
- 『だから儀式はなくならない 人間学への招待1』農山漁村文化協会 1988
- 『教育は人間をつくれるか 人間学への招待2』農山漁村文化協会 1989 人間選書
- 『絶滅-人類の「自己」選択』ティビーエス・ブリタニカ 1989
- 『どうぶつ大ギモン事典』くもん出版 1990 わくわくポケット
- 『ライオンはなぜ「人喰い」になったか』ネスコ 1990
- 『アフリカンサバンナ 最期の大自然』丸善 1991
- 『野生動物消費大国ニッポン ワシントン条約とは何か』岩波ブックレット 1992
- 『おもしろ自然・動物保護講座』東洋書店 1995
- 『人間は野生動物を守れるか』岩波書店 1996
- 『ぼくは野生動物の弁護人』ポプラ社 1996 新・のびのび人生論
- 『現代ホモ・サピエンスの変貌』朝日選書 2000
- 『都市動物たちの逆襲 自然からの警告』東京書籍 2001
- 『ゾウの歩んできた道』岩波ジュニア新書 2002
- 『親と子の動物行動学 野生動物の一生から学ぶ』教育出版 2003
- 『人類は絶滅を選択するのか』明石書店 2005
- 『小原秀雄著作集』全4巻 明石書店 2006-2007
- 『「弱肉強食」論 動物からヒト、人間まで』明石書店 2009

### 共編著
- 『動物のみかた ふしぎな目・ゆかいな足』真船和夫共著 さ・え・ら書房 ぼくたちの研究室 1956
- 『少年少女世界動物名作全集 7 猛獣探検編』東西五月社 1959
- 『進化とはなにか』真船和夫,中原正木共著 1963 三一新書
- 『世界哺乳類図説 食虫目・皮翼目』今泉吉典共著 新思潮社 1966
- 『世界哺乳類図説 単孔目・有袋目』今泉吉典共著 新思潮社 1966
- 『世界の動物事典 野生をさぐる』動物の科学研究会共著 三省堂 1972
- 『日本の動物事典 野生をさぐる』動物の科学研究会共著 三省堂 1972
- 『動物のこども』羽仁進共著 1975 平凡社カラー新書
- 『日本野生動物の旅』田中豊美共著 どうぶつ社 1977 「日本の野生動物」講談社文庫
- 『動物子別れ物語 ひとりだちへの道』動物の科学研究会共著 佼成出版社 1978
- 『生きものの世界』編著 1979 講談社現代新書
- 『人間は何からうまれたか 動物のくらしと進化』黒田弘行共著 ポプラ社 1981
- 『東京の生物史』沼田真共編 紀伊国屋書店 1982
- 『人間どう視るか』1-3 岩城正夫共著 群羊社 1982-1986
- 『ホモ・サピエンスの科学 人間についての80の「なぜ?」』編著 PHP研究所 1984
- 『モグラの鼻ゾウの鼻』谷川雁共著 筑摩書房 ちくまプリマーブックス 1990
- 『きみのからだが地球環境』全6巻 編 農山漁村文化協会 1995
- 『ペット化する現代人 自己家畜化論から』羽仁進共著 日本放送出版協会 NHKブックス 1995
- 『万物の死 自然の死から<死>を考える』編 講談社 ブルーバックス 1997
- 『対論多様性と関係性の生態学』林良博,川那部浩哉共著 農山漁村文化協会 人間選書 1999
- 『生命・生活から人間を考える』編 学文社 シリーズ総合人間学 2006

### 翻訳
- ハーバート・S.ジム『恐竜の世界』福音館書店 1966
- ジョージ・B.シャラー『ゴリラの季節 野生ゴリラとの600日』早川書房 1966 のち文庫
- デズモンド・モリス『さるとごりら』福音館書店 1967
- クレラン・S.フォード,フランク・A.ビーチ『人間と動物の性行動 比較心理学的研究』訳著 新思潮社 1967
- アラン・ムーアヘッド『乗れない方舟 消えゆく野性の国』早川書房 1967 のち文庫
- コンラート・ローレンツ『人イヌにあう』至誠堂 1968、ハヤカワ文庫 2009
- デズモンド・モリス,ラモナ・モリス『人間とサル』1970 角川選書 のち文庫
- アレックス・コンフォート『人間生物学 自然と人間性』清水博之共訳 思索社 1972
- グッギィスベルク『シンバ』思索社 1974 世界動物記シリーズ
- ヘルベルト・ヴェント『物語世界動物史』羽田節子,大羽更明共訳 平凡社 1974
- D.W.エーレンフェルド『自然保護学入門』浦本昌紀共訳 共立出版 1975 科学ブックス
- ポール・シェパード『狩猟人の系譜 反農耕文明論への人間学的アプローチ』根津真幸共訳 蒼樹書房 1975
- S.バトラー,R.レイモンド『絵でみる動物行動学 動物の生態をさぐる』東京図書 1976 フロンティアサイエンス
- B.クルテン『哺乳類の時代』浦本昌紀共訳 平凡社 1976
- ファーレイ・モウワット『オオカミよ、なげくな』根津真幸共訳 紀伊国屋書店 1977
- ジョン・マキノン『孤独な森の住人 オランウータンを追って』小野さやか共訳 早川書房 1977
- クリス・マクブライド『白いライオン』監訳 小学館 1978
- J.W.S.プリングル編『生物学と人間科学』三共出版 1978 三共科学選書
- ガイ・マウントフォート『野生動物を救う 絶滅の淵から』紀伊国屋書店 1979
- G.シャラー『セレンゲティライオン』思索社 1982 世界動物記シリーズ
- チャールズ・マクドゥーガル『滅びゆく森の王者 インドトラの行動と生態』寺田鴻共訳 早川書房 1982
- マイケル・W.フォックス『動物と神のあいだ 共存のエソロジー』講談社 1983
- ヘルベルト・ヴェント『世界動物発見史』共訳 平凡社 1988
- ジョイス・ポープ『動物は夢をみるか?』監訳 東京書籍 1988

## 論文
- 国立情報学研究所収録論文 国立情報学研究所
- 小原秀雄 (2007), “今泉吉典先生を偲ぶ (故今泉吉典先生追悼文)”, 哺乳類科学 (日本哺乳類学会) 47 (2):  268-270, ISSN 0385437X